# Ètica de la cura
L'ètica de la cura és un concepte utilitzat als estudis feministes que pretén visibilitzar el valor de la cura per situar-lo al centre de les polítiques, posant el focus en les persones i en la sostenibilitat de la vida.
L’ètica de la cura defensa la idea que l'eix de la societat sigui el benestar social i no el capital, i fa èmfasi en la necessitat d’identificar i combatre les causes de discriminació per aconseguir relacions més justes entre les persones.

## Què són les cures?
Les cures són les activitats que regeneren diaria i generacionalment el benestar físic i emocional de les persones. Són les tasques quotidianes de gestió i manteniment de la vida, com per exemple: el manteniment dels espais i bens domèstics, la cura dels cossos, l'educació/formació de les persones, el manteniment de les relacions socials o el suport psicològic als membres de la familia.
El concepte ha evolucionat amb el temps, passant de referir-se únicament a l’àmbit domèstic a abraçar altres àmbits, com poden ser també el laboral o el comunitari. D’aquesta manera, s'entén que ha d’existir una responsabilitat col·lectiva pel sosteniment de la vida i la generació de benestar. Una responsabilitat que s’ha d’assumir tant des de l'esfera privada com l'esfera pública.
Les cures tenen diferents dimensions; es poden realitzar presencialment o des de la distància, poden cobrir una dimensió corporal-material y/o emocional-afectiva, poden implicar activitats per cobrir necessitats alienes o necessitats pròpies (autocura), i poden estar remunerades o dur-se a terme sense contraprestació econòmica.
Totes les persones tenen necessitats d’atenció i cura en tots els moments de la seva vida. Les cures impliquen satisfer necessitats bàsiques de supervivència (alimentació, higiene, salut…) però també necessitats relacionades amb el desenvolupament i creixement personal (educació, sentiment de pertinença, llibertat...).
Tot i que tradicionalment les tasques de cura han estat realitzades majoritàriament per les dones i encara persisteix la idea que les dones estan més capacitades biològicament per cuidar, les dones no tenen una predisposició innata per cuidar. En tot cas, la seva predisposició és conseqüència de la socialització diferencial, la naturalització dels rols de gènere i l’aprenentatge que històricament la societat patriarcal els ha atorgat.

## Origen de l’ètica de la cura
L’ètica de la cura té el seu origen en la concepció del desenvolupament moral de Carol Gilligan, qui recull la vivència de les dones per explicar les diferències de resultats entre dones i homes en el model de desenvolupament moral de Lawrence Kohlberg i la seva teoria anomenada ètica de la justicia.
Kohlberg, va fer un estudi durant vint anys per explicar les fases de la seva teoria partint de dilemes morals hipotètics, però no va incloure dones a les seves investigacions. Gilligan va advertir la falta de representació de les dones a l'estudi de Kohlberg i va desenvolupar una nova investigació per incloure l'experiència d’aquestes, partint de dilemes morals reals que poden donar-se en la vida quotidiana de qualsevol persona. El resultat va donar lloc a un model de desenvolupament ètic diferent al que proposava Kohlberg: l’ètica de la cura.
Segons Gilligan, la persona (sigui dona o home) assoleix el major grau de desenvolupament moral quan troba l'equilibri entre la cura de si mateixa i la cura de les persones del seu entorn.

### Principals diferències entre els dos models de desenvolupament moral
Tant el model de desenvolupament de Kohlberg (ètica de la justicia) com el de Gilligan (ètica de la cura) defensen la igualtat. Tot i això, existeixen algunes diferències destacades en el seu enfocament:
- L’ètica de la justicia es planteja des de la imparcialitat, la universalitat i no té en compte la diversitat entre les persones i les diferents necessitats que tenen. Per contra, l’ètica de la cura, té un caràcter subjectiu, parteix de que els individus són diferents i destaca la importancia de la responsabilitat en la satisfacció de les necessitats de les altres persones, especialment les que es troben en situació de dependència i vulnerabilitat.
- L’ètica de la justicia analitza dilemes morals a partir de problemàtiques abstràctes. Per contra, l’ètica de la cura planteja problemes reals i situacions concretes.
- L’ètica de la justicia pressuposa que les relacions entre les persones són el resultat d’un acord voluntari. Per contra, l’ètica de la cura reconeix la interdependència dels individus i que no totes les responsabilitats derivades d’aquestes relacions són escollides.[3]

## Economia de la cura i economia feminista
L’ètica de la cura està directament relacionada amb l'economia feminista i l'economia de la cura, que destaquen la funció social del treball reproductiu i treball de cures, i els incorpora dins el circuit econòmic i de treball tradicional.
Tradicionalment l'economia neoclàssica ha considerat que el terme “treball” és l’activitat, relacionada amb la “producció” de béns i serveis, que es realitza al mercat a canvi d’una remuneració.
La majoria de les tasques relacionades amb la cura es fan sense contraprestació econòmica. Tot i així, són les que permeten la reproducció de la vida i són imprescindibles per la resta de l'estructura socioeconòmica.
Les economistes feministes van començar a utilitzar el terme “treball reproductiu” (o economía reproductiva), en contraposició al de “treball productiu” (economia productiva). Amb el temps, es va començar a utilitzar el concepte d’Economia de les Cures, traducció de l'expressió anglesa “care economy”, com una forma de reivindicar i posar en valor la importancia de la cura en l’organització de les condicions de vida i el seu caràcter fonamental en el funcionament del sistema econòmic.
L'economia feminista i de cures, també posen en manifest que les persones són éssers vulnerables (necessiten de cures en tots els moments de la seva existència), interdependents i socials (viuen i estan sempre en relació; necessiten de les altres persones), i són eco-dependents (viuen sempre en relació amb la natura, necessària per a la seva subsistència).

## Qui cuida? Variables a tenir en compte i possibles conseqüències

### Gènere
Tradicionalment la major part de les tasques de cures les han dut a terme les dones, degut a la percepció social de que les dones les assumeixen de manera ‘natural’ pel fet de ser dones, i en ocasions, també per la percepció de que ho fan ‘per amor’ y perquè donen ‘sentit’ a les seves vides.
Conseqüències:
- Divisió sexual del treball: repartiment diferenciat de les tasques i responsabilitats en funció del sexe biològic, sent assignades a les dones les tasques relacionades amb l’àmbit domèstic i privat, i als homes les relacionades amb l’àmbit productiu i públic.
- Falta de reconeixement per realitzar en moltes ocasions un treball de cures no remunerat i invisibilitzat.
- Relacions desiguals de poder dins de la llar, per exemple, si la persona que realitza les tasques de cures obté menys ingressos (o no obté gens) probablement dependrà econòmicament d’una altra persona.
- Falta de temps per l’autocura i sobrecàrrega de treball físic i mental com a conseqüència de la “doble jornada”.

### Classe social
Les persones amb ingresos superiors tenen capacitat per pagar per serveis de cura, com poden ser el treball domèstic o l’assistència a persones dependents al seu càrrec.
Conseqüències:
- Cadenes globals de cura: la mercantilització de les cures en un mercat globalitzat, ha provocat que moltes dones del Sud global amb dificultats d’obtenir recursos econòmics en el seu país, migrin a altres països amb major poder adquisitiu, i assumeixin les tasques de cura de les llars d’aquests països. Com a conseqüència, les tasques de cures de les famílies d’aquestes dones migrants, són assumides per altres dones, donant lloc al fenomen anomenat cadenes globals de cura.
- Precarietat laboral i feminització de la pobresa resultant d’un mercat on el treball domèstic i de cures no està regulat, i que sovint es dona en condicions d’explotació laboral.

### Edat
- L'edat també és un factor a tenir en compte en el repartiment de les tasques de cures. A mesura que una persona creix, va assumint responsabilitats d’autocura i de cura cap a les altres persones.

Conseqüències:
- Abandonament prematur dels estudis, especialment de noies joves de determinades societats, per dedicar-se a les tasques de cura de persones dependents a les seves llars.
- Sobrecàrrega de treball físic de persones grans per dedicar-se a cuidar de les netes i nets, mentre les mares i pares treballen.

Altres variables poden entrecreuar-se amb aquestes, com per exemple l'ètnia o l'estatus migratori, i influir en les tasques de cures que assumeix una persona.

## Nivells de les cures

### Nivell institucional
Les estratègies de desenvolupament d'un país poden centrar-se en el creixement i l'acumulació de capital o donar prioritat al benestar i l'equitat de les persones. L’Estat regula el context general en el que es produeixen les cures (infraestructures o normativa laboral), proporciona serveis públics de cures (escoles o residències de persones grans), que poden ser de caràcter universal o focalitzat en grups en situació de vulnerabilitat; i articula drets per facilitar les cures (permisos de maternitat i paternitat, excedències, etc.) que en general estan associats al mercat laboral.

### Nivell laboral
El treball remunerat regula el temps destinat a fer totes les activitats quotidianes, per tant, la cultura organitzativa d’una empresa o entitat influeix directament en el benestar de les persones que en formen part.
Les mesures de conciliació promogudes per les empreses i organitzacions, faciliten o dificulten que les persones puguin dedicar temps per combinar les activitats de la seva vida laboral, personal i familiar. Les mesures adoptades (horaris de reunions, formacions, actes, etc) permeten en major o menor mesura la conciliació satisfactòria del personal contractat en diverses esferes, i poden fomentar o obstaculitzar la participació i representació, voluntària o involuntàriament, d’alguns col·lectius amb característiques determinades tant en l’àmbit laboral com en l’àmbit privat.
Donar valor i reconeixement a totes les tasques que són necessàries per al funcionament d’una organització - ja siguin productives o reproductives-, així com la distribució interna que es fa, afecten al benestar o malestar de les persones, la seva autoestima i el reconeixement dins l'entitat, i el seu desenvolupament professional.
També les organitzacions sindicals tenen un paper rellevant. La seva influència en les negociacions de mesures amb les empreses i l’Estat per la defensa dels drets de les persones treballadores, pot promoure la reorganització social de les cures.

### Nivell privat i familiar (llars)
La quantitat de responsabilitats i tasques de cures que recauen sobre l'àmbit del privat-domèstic depèn de la implicació que té l'Estat, el tercer sector i la comunitat. A les llars és on es realitza la major del treball de cures no formals (no remunerades). Aquestes tasques és produeixen en xarxes d'intimitat motivades per sentiments d'afecte, de responsabilitat i/o de deute i obligació moral.
Una distribució equitativa de les tasques de cura implica la corresponsabilitat entre tots els membres de la llar; un repartiment igualitari, en quant a temps, benestar i valor social atribuir, de les diverses tasques per la sostenibilitat de la vida i el sosteniment de qualsevol organització o sistema.

### Nivell comunitari
En alguns contextos, les cures s'organitzen de forma col·lectiva (en xarxes veïnals, per barris o per territori) facilitant així la redistribució de les càrregues de cura més enllà de l’àmbit familiar i domèstic.
Alguns exemples de projectes d'iniciativa comunitària de suport a les cures són els projectes de criança compartida, les iniciatives de cohabitatge per persones grans o els grups de suport a les cuidadores principals de persones amb dependència, malaltia o gent gran.
Tercer sector
Les ONG i entitats del tercer sector, poden convertirse en actors fonamentals en la provisió de serveis de cura, especialment quan l’Estat no garanteix aquests serveis o el seu abast no és suficient per garantir determinats drets. Alguns exemples poden ser la provisió d’habitatge o de menjar per a col·lectius en situació o risc d'exclusió social.